# 鈴木奈緒 (AV女優)
鈴木 奈緒（すずき なお、1973年6月8日 - ）は、日本の元AV女優。
埼玉県出身。身長154cm、スリーサイズ:B82 W57 H88。血液型:A型。趣味:カラオケ
1991年にデビューした。第2回メディアクイーンコンテスト・ミスBeppin賞を受賞。

## 作品

### アダルトビデオ
- 秘密のゼリー（メディアステーション）
- プルルン桃娘（メディアステーション）
- 新・妹の下着（KUKI）
- 子猫の絶頂（KUKI）
- 身体検査と保健室（桜桃書房）
- OL 性白書 課長の悪巧み（KUKI）
- バックから制服して（メディアステーション）
- 教室でエッチして（笠倉出版社）
- ごめんネ、ママ（笠倉出版社）
- 鈴木奈緒の制服天国（KUKI）
- 奈緒ちゃんの朝までナマ放送!（KUKI）
- 聖女伝説 NAO（アドテックス）
- COME ON ! 墜天使（アドテックス）
- Wの刺激（KUKI）

### 一般ビデオ
- セーラー服物語 ヴァージンなんかじゃつまらない!!（1992年）
- アダルトビデオ物語（1993年）

### 映画
- 屋根裏の散歩者（1994年）